# つばさ (キャンディーズの曲)
「つばさ」は、キャンディーズの楽曲で、通算18枚目のシングル。1978年11月21日にCBSソニーから発売。キャンディーズは同年4月4日のコンサート『ファイナルカーニバル』をもって解散したため、今作がラスト・シングルとなった。

## 解説
曲自体は解散宣言を経て制作され、コンサート等で披露された後1977年12月発売の5枚組アルバム『CANDIES 1676 DAYS〜キャンディーズ1676日〜』に収録され、以降はテレビやラジオ番組でも歌唱されるようになり、『レッツゴーヤング』の1978年3月19日放送回「さよならキャンディーズ」での歌唱映像が現存している（この回は2015年10月現在、NHKの公開放送ライブラリーで視聴可能）。またファイナルカーニバルで最後に歌われた曲でもあり、キャンディーズのラストメッセージとしても有名な「本当に、私たちは、幸せでした!!」と言う言葉はこの曲の途中にあるセリフパートの最後に発せられたものである。
なお、収録曲2曲はそれぞれ『CANDIES 1676 DAYS〜キャンディーズ1676日〜』、そしてライブアルバム『FINAL CARNIVAL Plus One』（1978.5.21）のDisc 3（スタジオ録音盤）からのシングル・カットとなっている。

## 収録曲
1. つばさ（4分45秒）
作詞：伊藤蘭／作曲・編曲：渡辺茂樹
2. グッドバイタイムス（4分28秒）
作詞：阿木燿子／作曲・編曲：穂口雄右

## 収録アルバム
ベスト
- 『GOLDEN☆BEST キャンディーズ』 (#1,2)

ライブアルバム
- 『FINAL CARNIVAL Plus One』（Disc 2〈ライブ録音〉に#1、Disc 3〈スタジオ録音〉に#2を収録）